# 安仁里 (嘉義縣)
23°27′32.2″N 120°17′34.5″E / 23.458944°N 120.292917°E
安仁里位於臺灣嘉義縣太保市西南端，嘉義縣治特區東側，是嘉義縣政府所在地。
面積約5.461072357平方公里，行政區包含16個鄰、1281戶、人口3454人。

## 地理
安仁里西邊是朴子市，南邊接鹿草鄉，北邊是東勢里和崙頂里，東邊相鄰春珠里，聚落內的綠色隧道是這裡的特殊景點。安仁里內包含三大村落，分別為頂港子墘，三塊厝及祥和新村。

## 聚落歷史
- 日據時期屬東石郡太保庄第五保

- 1946年初次設籍時隸屬嘉義市太保區，並將三村合稱為安仁里

- 1950年行政區域調整為嘉義縣太保鄉「安仁村」

- 1991年7月1日因為太保鄉升格為太保市，所以改稱為「安仁里」[2]。

## 教育
安仁里學區的小學分別為安東國民小學和祥和國民小學。安東國民小學創於1960年9月1日，當時因為當地居民上學需道距離3公里外的太保國小就讀，因此學區的家長捐錢購買校地，和當時太保鄉代表會主席吳等國先生、蕭議員火川及旅外僑胞集資捐錢來建立，學區包括安仁、東勢及崙頂三個村。因為學校位於嘉朴公路邊的崙頂里，因此以安仁、東勢命名為嘉義縣太保鄉安東國小。另外一座小學為祥和國小，1999年幼稚園創立，一開始附屬於蒜南國民小學， 2002年9月1日國小籌備處正式成立至今。

## 文化資產
安仁里有兩座文化資產分別是七主宮和福天宮。七主宮的主神為七主王爺，陪祀神明為土地公和註生娘娘。七主王爺的前身是"地方萬善爺"清朝時代戰爭身亡的戰將，因為有功還幫助地方上解決不少事情，因此東石的港口宮天上聖母頒旨賜宮名為七主宮，七主宮原本是隱藏在甘蔗田的一間小廟，後來嘉義縣政府搬遷到太保後才興建了今天的七主宮廟。而福天宮主神為玄天上帝，陪祀神明為土地公。創立於1912年。

## 景點
安仁里著名景點有綠色隧道和太子大道，綠色隧道是由兩排的小葉欖仁樹所構成。太子大道政府是以巴黎香榭大道為設計理念，結合了交通、景觀、休閒、生態與表演的各種功能。

## 交通
- 嘉義BRT：東勢寮站